# Isabel Cisneros (artista)
Isabell Cisneros (Caracas, Distrito Federal,1962) es una artista y escultora venezolana. Es conocida por ser una representante del arte abstracto geométrico en Venezuela, especializada en plasmar sus representaciones en una variedad de materiales, texturas y colores.

## Biografía
Isabel Cisneros nació en Caracas, Venezuela, en 1962. Desde temprana edad estuvo rodeada del ámbito de la costura y el tejido, mostrando un interés especial por las Artes plásticas. En particular, su inclinación se orientó hacia el manejo y la experimentación con materiales de costura y pintura. Inició sus estudios universitarios en la Escuela de Letras de la Universidad Central de Venezuela en el año 1980. Al mismo tiempo realizaba cursos de arte con el profesor y artista Cándido Millán y trabajaba en el Instituto de Diseño de la Fundación Neuman, lo que le permitió expandir sus conocimientos a nivel artístico y cultural. Prolonga sus estudios hasta 1986, para luego realizar un postgrado de Artes Plásticas y Museología desde en 1996 hasta el 2000, en la Universidad Central de Venezuela. Además de esto se especializó en Cerámica del 2000 al 2001 en la Universidad de Lincoln, Estados Unidos de Norteamérica y en el Instituto de Diseño de la Fundación Neuman en Caracas, Venezuela.
Al finalizar sus estudios, empieza a desarrollar sus obras en cerámicas, y en 1998 realiza la experimentación con una variedad de textiles, produciendo una de sus primeras exposiciones individuales en 1990 en La Librería: Sala Mendoza, Caracas, y en el 2005  en la Galería Art Nouveau, Maracaibo. Del mismo modo, varias de sus obras han sido presentadas en exposiciones abiertas en el 2016, en el Centro Cultural BOD. Posee una variedad de reconocimientos por exposiciones a nivel internacional, principalmente en EE. UU., Nueva York, Paper & Knowledge Dualities. Tatiana Pages’ Gallery, en el 2015, y en el 2018 en Madrid, España, Memoriar: Cesta República.

## Estilo e Influencias
La exploración e investigación de nuevas formas y diseños cobran vida a través de su trabajo, optando por la escultura y pintura en papel, arcilla y textiles. Los fundamentos estéticos de la artista son un reflejo de su entorno y su cotidianidad, además de sus influencias y memorias las cuales aclaran las bases de su propuesta, resultando pertinente la explicación de la artista:  

«A través de la flexibilidad de mis obras quiero expresar la vida, las interconexiones de los seres y la adaptación al medio ambiente [...] mediante el entretejido de cientos de pequeñas piezas en las que conviven los contrastes de rigidez-opacidad y elasticidad-translucidez.»

Siguiendo sus propias palabras, dentro de su obra se aprecia un proyecto pictórico experimental y flexible, donde se elabora una idea a través de la geometría, entre otros cálculos matemáticos, y una variedad de colores, elaborando una conversación que refleja el mundo interno del artista y del espectador. 
La diversidad de materiales y los entramados textiles brindan a las esculturas movimiento, y fluidez dentro la noción del espectador. La curadora Lorena González lo remite como «memoria afectiva», proponiendo la capacidad de reflejar la interioridad y privacidad del tercero. Una de sus presentaciones más recientes, en el Centro Cultural BOD, Traslaciones, se enfoca en los patrones de los tejidos y la utilización de material reciclable para encarnar en un diálogo entre lo externo y lo interno. Así mismo, presenta un «homenaje a la actividad de la mujer», revaluando el espacio interior de lo femenimo para plasmarlo y obteniendo un resultado armónico, estético y atractivo visualmente. La reutilización de los materiales conlleva un doble significado proponiendo la idea del «retorno» como una recurrencia constante dentro de sus obras. Su exposición, Traslaciones, juega con la lucidez y las sombras de dichos materiales para entretener y guiar la mente del espectador, contrastando entre materiales rígidos y opacos, junto a la flexibilidad y las sombras.

## Resumen de exposiciones
Individuales 
- Entornos de la fiesta. Sala Mendoza, Caracas (1990)
- Maracapana. Hiladillas. Galería Art Nouveau, Maracaibo (2005)
- Sala Mendoza,Caracas (2005)
- Acumulaciones. Sala TAC, Caracas (2007)
- Nudos. Galería Forum, Lima, Perú (2007)
- Flexible Sculpture. Mawson Gallery, Australia (2008)
- Embebidas. Faría+Fábregas Galería, Caracas (2009)
- [in] material [trans] material. Sala Mendoza, Caracas (2011)
- Ablandando hasta el agua. Galería D’Museo, Caracas (2013)
- Pliegues. Espacio 5 Galería, Valencia, (2014)
- Paper & Knowledge dualities. Tatiana Pages’ Gallery, New York (2015)
- Brûzdan. Centro Cultural BOD, Caracas, (2016)
- Coloraturas. Biblioteca Los Palos Grandes, Caracas (2016)
- Huellas, dibujos, trazos. Sala Espacios, Caracas (2017)
- Memoriar. Cesta República, Madrid (2018)
- Desenrollados. Centro Cultural Chacao, Caracas (2018)
- Obsolescencia. Cerquone Projects, Caracas (2019)
- Desenrollados. Espacio 5 Galería, Valencia, Venezuela. 2019
- Traslaciones. Centro Cultural BOD, Caracas (2019)
- Traslaciones II.Beatriz Gil Galería, (2022)

Exposiciones en Grupo 
- Ateneo de Valencia, Valencia (2002-2014)
- Intercambio 3: Cerámica en Pequeño Formato. Centro Cultural Alfa, Monterrey, México; Museo Jacobo Borges, Caracas, Venezuela y Museo de Arte Contemporáneo de Puerto Rico, San Juan, Puerto Rico (1997,1998 y 2001)
- Museo de Arte Contemporáneo de Maracay Mario Abreu, Maracay (2004)
- 2005 Yeoju y Gwangju, Korea (2005)
- Galería Universitaria Braulio Salazar, Valencia (2010)
- Gyeonggi International Ceramic Biennale, Korea (2013)
- Visión antológica de la cerámica en Venezuela: Memoria y presencia. Museo de Arte Contemporéaneo de Caracas (2015)
- El pasado y el futuro desde el presente. Centro Cultural BOD, Caracas (2017)
- VII Bienal Internacional de Arte Textil Contemporáneo, Invitational Exhibition. Museo Nacional de Artes Visuales, Montevideo, Uruguay (2017)
- Líneas de Fuga. CAF Development Bank of Latin America, Montevideo, La Paz, Caracas. (2022)
- Korea Bojagi Forum, Seoul City Hall, Seul, South Korea (2023)